# Hünersedel
El Hünersedel es un monte en Baden-Wurtemberg, Alemania. En su cumbre se encuentra una torre de observación.